# Norville Carey
Norville Shakeal Carey (Tortola, 3 agosto 1993) è un cestista anglo-verginiano.